# Sabil asch-Schurbadschi

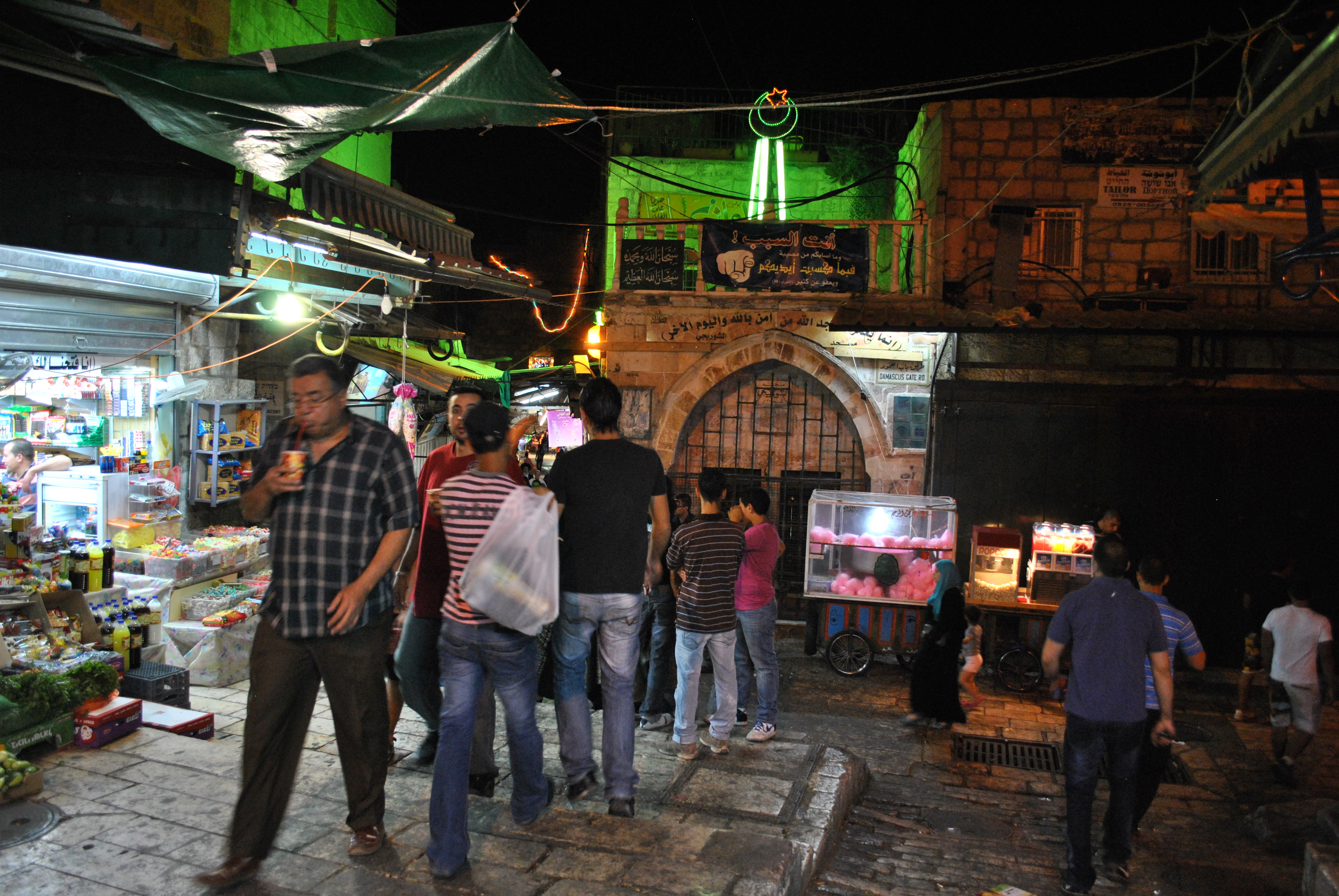
Sabil asch-Schurbadschi

Der Sabil asch-Schurbadschi (arabisch سبيل الشوربجي Sabil asch-Schurbadschi) ist ein osmanischer Brunnen (Sabil) in der Altstadt Jerusalems.

## Name
Der Sabil asch-Schurbadschi erhielt seinen Namen nach seinem Erbauer Abd al-Karim asch-Schurbadschi.

## Geographie
Der Sabil asch-Schurbadschi⊙ befindet sich
90 m südlich des Damaskustores⊙.
Auf seiner Ostseite führt die Straße Al Wad in südöstlicher Richtung zur Klagemauer⊙.
Auf der Westseite des Sabils führt die Straße Suq Chan ez-Zeit in südlicher Richtung
in das christliche Viertel
zur Erlöserkirche⊙, zur Grabeskirche⊙, zum Muristan⊙,
dann zum armenischen Viertel zur Markuskirche⊙ auf der westlichen Straßenseite
und schließlich in das jüdische Viertel zur Hurva-Synagoge⊙ auf der östlichen Straßenseite.

## Beschreibung
Der Sabil ist ein kleines kubisches Gebäude mit einer flachen Kuppel.
Auf der Nordseite befindet sich eine, von einem Spitzbogen gerahmte Nische.
Im rechten Zwickel wurden von der Jerusalemer Stadtverwaltung Straßenschilder angebracht.
Der Spitzbogen ist mit roten und cremefarbenen Wölbsteinen verziert.
In der Nische sind zwei vergitterte Fenster, die früher der Wasserausgabe dienten.
Oberhalb der Fenster befindet sich eine Marmorplatte mit einer Inschrift.
Der untere Teil der Nische ist mit einem engmaschigen Drahtgitter vor Müllablagerung und sonstigem Vandalismus geschützt.
Auf der Ostseite ermöglicht eine kleine Tür den Eintritt in das Gebäude.
Über der Tür befindet sich ein kleines rechteckiges Fenster.
An die West- und Südseite sind Geschäfte angebaut.
Das Innere des Sabil asch-Schurbadschi bildet ein einziger Raum mit einem Becken aus Marmor und farbigem Stein.
Als der Sabil in eine Moschee umgewandelt wurde, wurde im Inneren an der Südwand ein Mihrāb hinzugefügt.

## Inschrift
Die Inschrift:

„Abd al-Karim asch-Shurbadschi baute diesen Sabil damit durstige Menschen trinken können. Er erhoffte sich für diese Tat Belohnung, Segen und Barmherzigkeit von Allah dem ruhmreichen. Geliebter und Verehrter mache dich auf den Weg und sprich: Es ist ein Trank vom Paradies oder von einer Quelle.“

Der numerische Wert der Buchstaben der letzten Zeile addiert sich zu 1097.
Das ist das Jahr nach dem islamischen Kalender (entspricht 1685) in dem der Brunnen gebaut wurde.

## Wasserversorgung
Der Sabil wurde mit Wasser aus einer gegenüber liegenden Zisterne versorgt.
Das Wasser wurde durch einen Wasserträger von der Zisterne zum Sabil transportiert.

## Geschichte
Eine erhaltene Waqfiyya (Stiftungsurkunde) bezeugt, dass das Geld für den Brunnen 1685 durch Massid asch-Schurbadschi gestiftet wurde.
Er sollte offen für alle Besucher sein und kostenlos an sie Wasser verteilen.
In dieser Waqfiyya werden dreieinhalb Geschäfte in der Umgebung genannt, deren Einkommen zum Unterhalt des Sabils beitragen soll.
- Einnahmen (pro Jahr):
  - 12 qirsch vom ganzen aus Stein gebauten Laden, der an den Sabil stößt, dessen Tür sich östlich befindet und auf die Straße hinausgeht.
  - 8 qirsch vom ganzen steinernen Laden im Bab-al-Amud-Bezirk, der im Westen an den Laden des Spenders grenzt und im Süden und Osten an eine Straße, nördlich von ihm befindet sich ein freier Platz.
  - 4 qirsch vom ganzen Lagerhaus gegenüber dem Sabil, das die Zisterne enthält, die das Wasser für den Sabil sammelt.
  - 1,5 qirsch von der Hälfte des steinernen Ladens im selben Bezirk, der zum Teil dem Waqf des Felsendoms gehört. Der Laden grenzt im Süden an einen Kaffee-Laden des Spenders, im Osten und Norden an eine Seifenfabrik und im Westen an die Straße.
  - Einnahmen insgesamt: 25,5 qirsch

- Ausgaben (pro Jahr):
  - 6 qirsch für Scheich ʿAli ibn Shuʿib als Verantwortlicher für den Sabil. Er hat die Pflicht das Becken zu reinigen, den Fußboden zu wischen, das Gebäude zu öffnen und zu schließen und den Sabil in den Monaten Ramadan und Schaʿbān zu beleuchten.
  - 18 qirsch für al-Hāddsch Ibrahim ibn al-Hāddsch Hussain als Wasserträger, der im Sommer und Winter Wasser zum Sabil bringt.
  - 1,5 qirsch davon 1 qirsch für den jährlichen Kauf von Öl für die Beleuchtung und einen halben qirsch für Reparaturen.
  - Ausgaben insgesamt: 25,5 qirsch

1953 war der Posten des Verantwortlichen für den Sabil frei.
Der Sabil gelangte unter die Verwaltung des Waqf.
Die Besitzer der benachbarten Häuser und Geschäfte kämpften dagegen, dass der Sabil als Geschäft vermietet wurde.
Er wurde vernachlässigt und verfiel.
1966 wurde er mit einer elektrischen Leitung versorgt.
1969 wurde der Sabil in eine kleine Moschee umgewandelt.
Nun wurden einige Reparaturen vorgenommen, der Innenraum erhielt einen Mihrāb, auf der Kuppel wurde ein Halbmond angebracht.
1985 wurde das engmaschige Drahtgitter vor der Nische angebracht, um die Ansammlung von Dreck und Müll in der Nische zu verhindern.